# Платина (селище)
Пла́тина (рос. Платина) — селище у складі Нижньотуринського міського округу Свердловської області.
Населення — 244 особи (2010, 275 у 2002).
Національний склад населення станом на 2002 рік: росіяни — 94 %.